# Nikopol rajon
Nikopol rajon (ukrainsk: Нікопольський район, tr. Nikopolskij rajon) er en af 7 rajoner i Dnipropetrovsk oblast i Ukraine, hvor Nikopol rajon er beliggende sydligt, ved den nordlige bred af Kakhovskereservoiret og Dnepr.
Før 2020 var Nikopol med dens status som "by af regional betydning" ikke en del af den tidligere Nikopol rajon, selvom rajonens forvaltningssæde dengang som nu befandt sig i Nikopol. Ved Ukraines administrative reform i juli 2020 løftedes byerne Nikopol, Marhanets og Pokrov samt territoriet fra en yderligere rajon ind i den nye Nikopol rajon, der nu har et befolkningstal på 262.600 
Arkæologiske undersøgelser har vist, at området har været beboet i blandt andet den skytisk-sarmatiske periode, som ifølge den græske historieskriver Herodot startede omkring 800 f.Kr.
Ved Nikopol har to handelsveje i ældre tid krydset hinanden. Væringer og andre rejsende sejlede i øst/vestlig retning ad Dnepr, der dengang (omkring år 1000 e.Kr.) var mere lavvandet på dette sted, mens salthandelen fra Krim bevægede sig nord/syd ad landruter.
Når skandinaverne nærmede sig de østeuropæiske kyster ad væringernes handelsrute til Konstantinopel, kan det måske have set ud som på maleriet "Oversøiske gæster" (russisk: Заморские гости, tr. Zamorskie gosti) fra en serie af malerier, der giver en illustration til Kijevriget, og dermed også til forhistorien til både Ukraine og Rusland.